# 5383 Leavitt
5383 Leavitt là một tiểu hành tinh vành đai chính được đặt tên theo tên nhà thiên văn học Henrietta Swan Leavitt ở Đại học Harvard.